# Folívoro

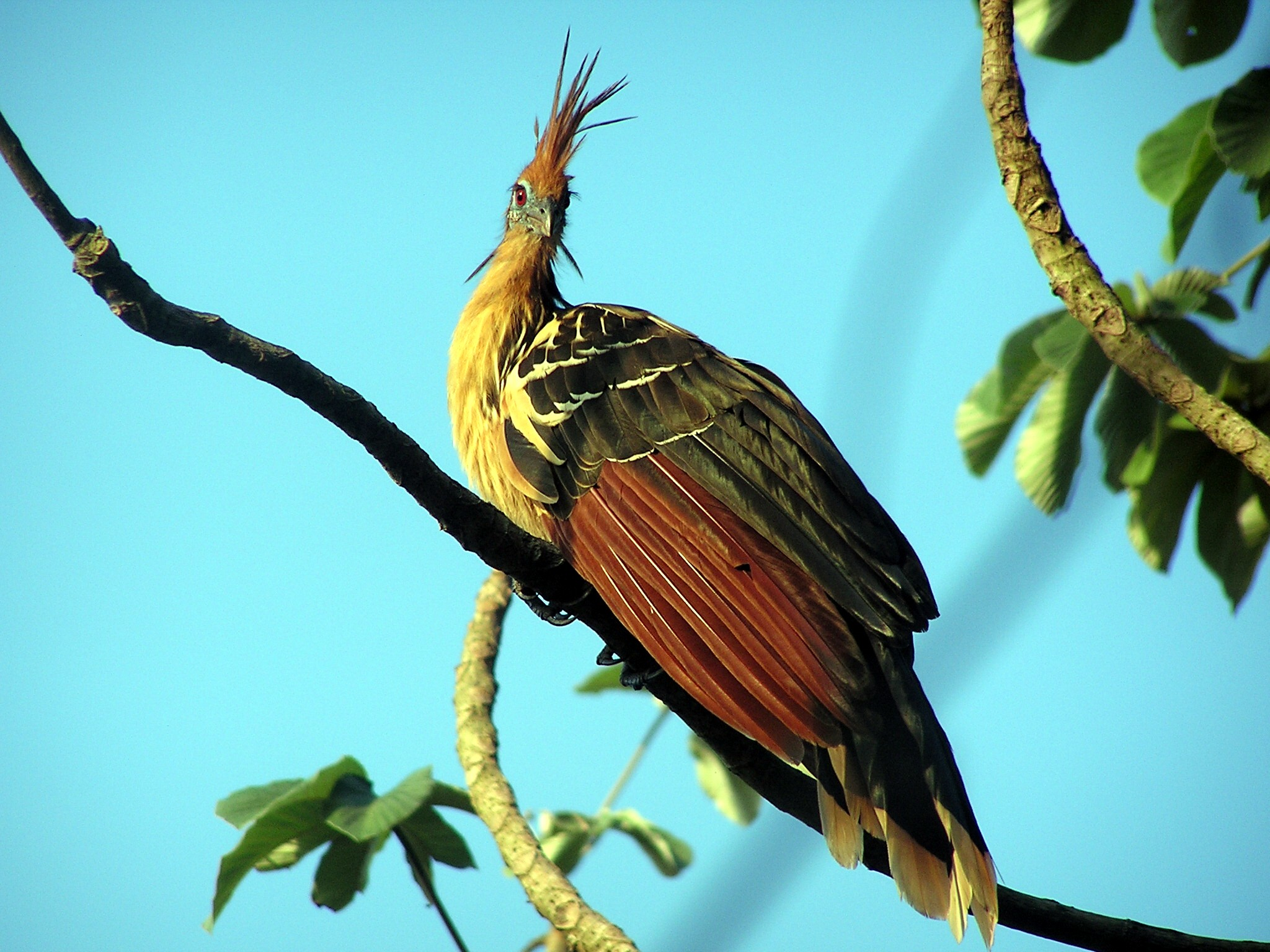
Um jacu-cigano

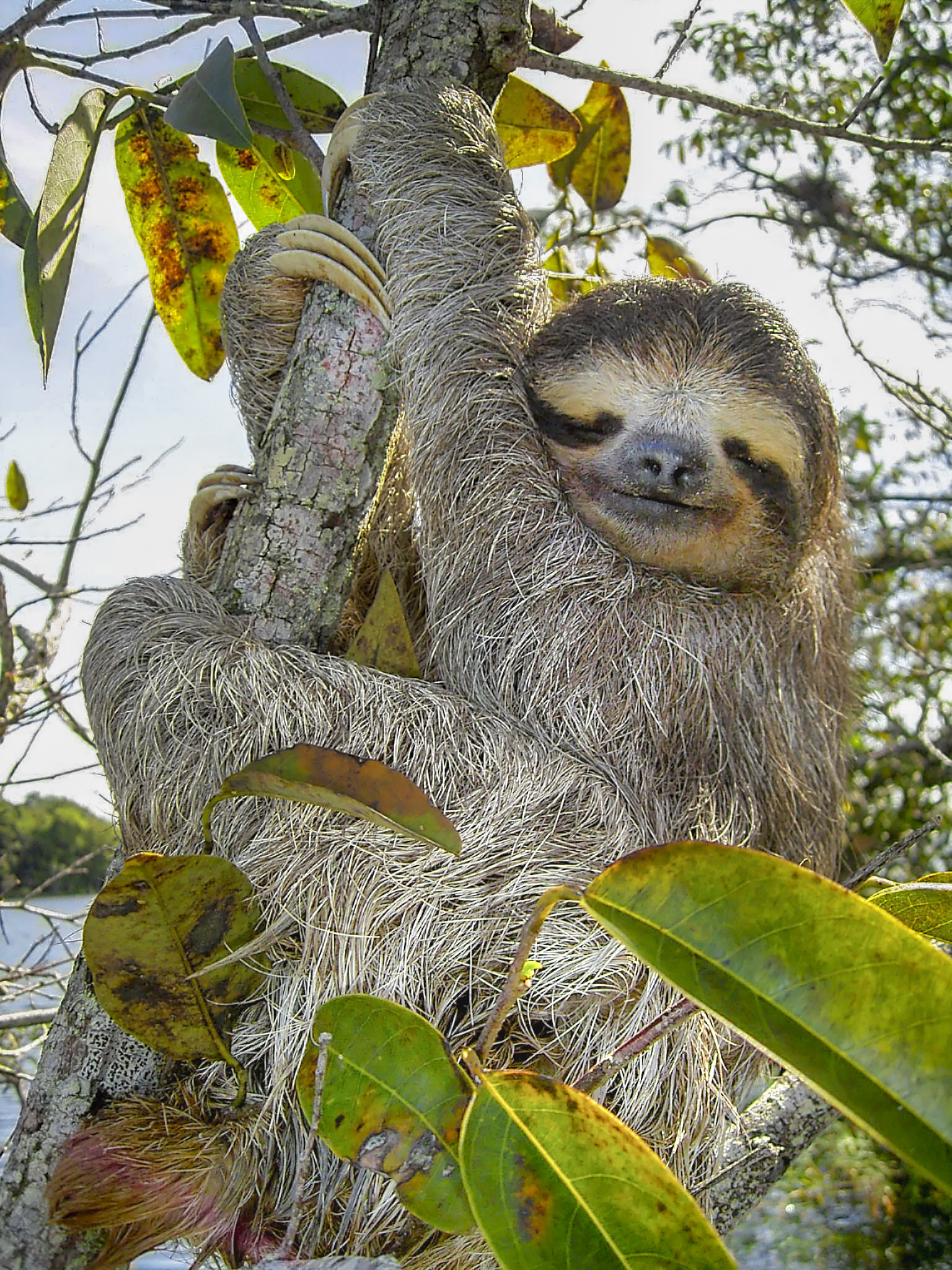
Um bicho-preguiça.

Em Zoologia, um folívoro é um herbívoro com uma  alimentação especializada à base de folhas. Folhas maduras contêm alta proporção de celulose, o que as torna difíceis de digerir, proporcionando menos energia. Por esta razão, animais folívoros têm um longo trato digestório e metabolismo lento. Alguns são hospedeiros de bactérias simbiontes que ajudam na digestão. Ademais, como observado em primatas folívoros, animais mostram preferência por folhas imaturas, que tendem a ter mais energia e proteína e menos fibra e compostos tóxicos do que folhas maduras.

## Evolução
Herbivoria evoluiu diversas vezes entre diferentes grupos de animais. Os primeiros vertebrados eram piscívoros, e então insetívoros, carnívoros e finalmente, herbívoros. Já que um complexo conjunto de adaptações é necessário para se alimentar com materiais de alto conteúdo fibroso (modificações nos dentes, mandíbulas, e trato disgestório), uma pequena proporção de vertebrados constitui-se de herbívoros estritos.

## Folivoria e voo
Foi observado que a folivoria é extremamente rara entre animais voadores.  Morton (1978) atribui isso ao fato de que folhas são pesadas, difíceis de digerir e contém pouca energia em comparação com outros alimentos. O jacu-cigano é um exemplo de animal voador e folívoro.

## Folívoros arborícolas
Folívoros arborícolas, como preguiças, coalas e algumas espécies de macacos e lêmures tendem a ter grande porte e serem lentos para escalar. Similaridades na forma do corpo e cabeça e estrutura dos dentes entre hominídeos primitivos e várias famílias de folívoros arborícolas, mostram que alguns hominoides primitivos eram folívoros.

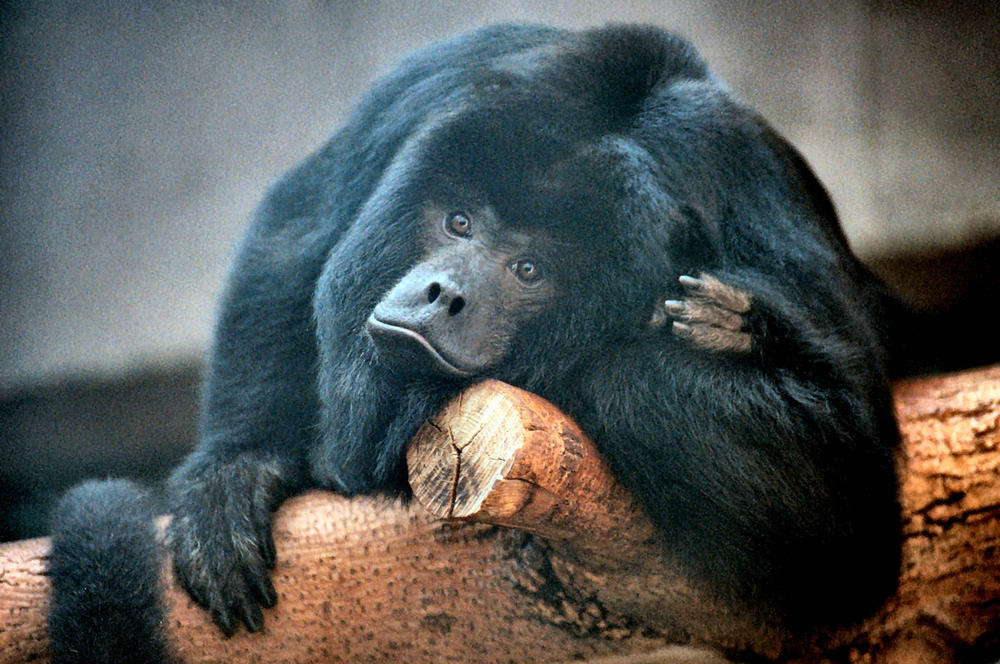
Um bugio.

## Primatas
A ecologia prevê que primatas folívoros vivem em grupos maiores, visto que grupos maiores providenciam melhor defesa contra predadores e há pouca competição entre indivíduos. Mas, frequentemente, é observado grupos pequenos. Explicações para este aparente paradoxo incluem fatores sociais como altas taxas de infanticídios em grupos maiores.

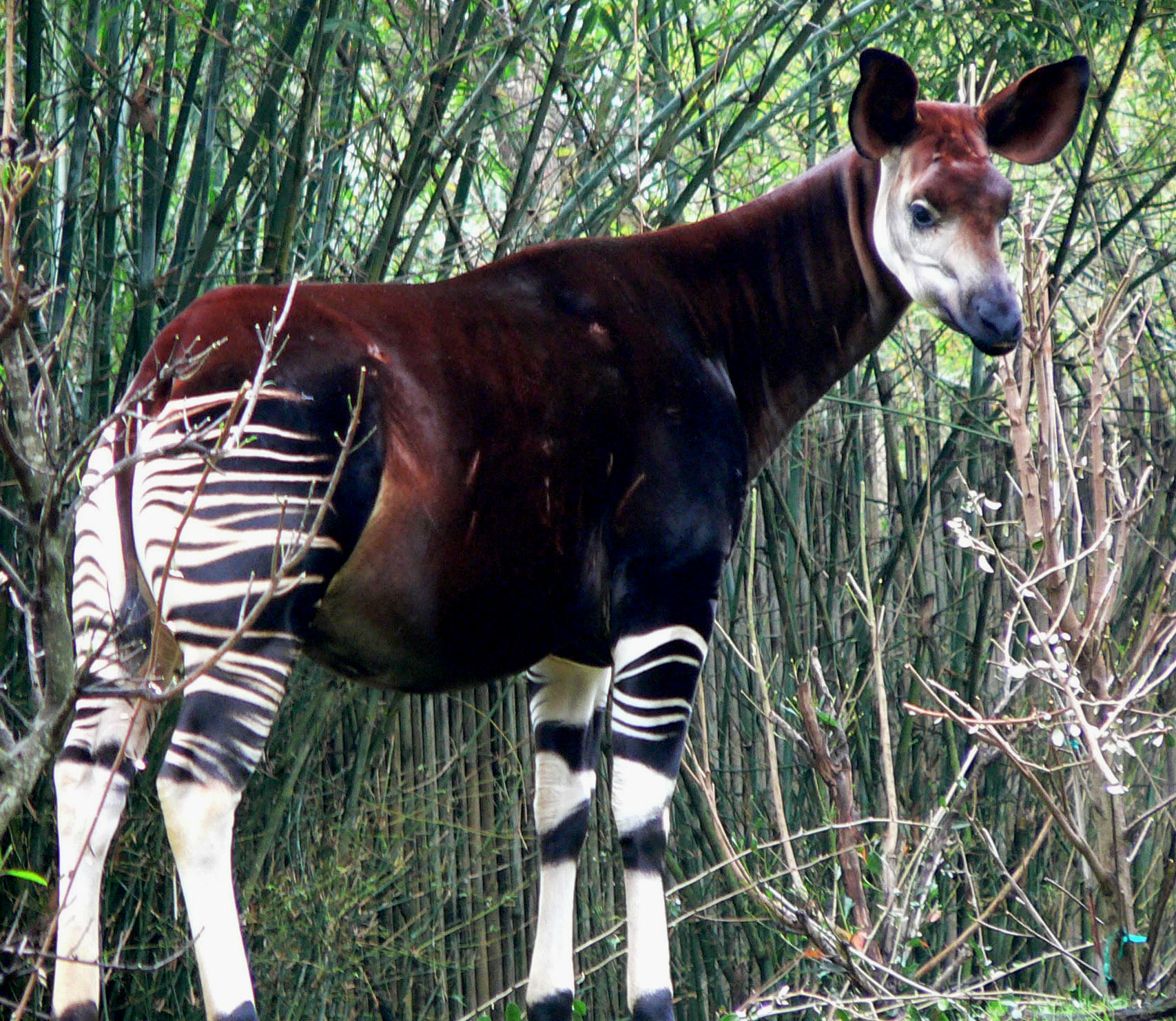
Um ocapi

Primatas folívoros são relativamente raros no Novo Mundo, sendo os bugios, os melhores exemplos. Uma explicação para isso, é de que frutos e folhas comestíveis ocorrem simultaneamente nos mesmo locais. Entretanto, em 2001, um estudo colocou em cheque tal hipótese.

## Exemplos
Exemplos de animais folívoros:
- Mamíferos: ocapis, preguiças, coalas e várias espécies de macacos
- Aves: jacu-cigano
- Répteis: Iguanas